# Dust to Ashes
Dust to Ashes – debiutancki album amerykańskiego zespołu Bleeding Through wydany 17 kwietnia 2001 roku przez wytwórnię Prime Directive Records. Album zawiera 11 utworów.

## Lista utworów
1. "Turns Cold to the Touch"
2. "Hemlock Society"
3. "Just Another Pretty Face"
4. "Shadow Walker"
5. "Ill Part Two"
6. "Reflection"
7. "I Dream of July"
8. "Oedipus Complex"
9. "Lay on the Train Tracks"
10. Thrones of Agony"
11. "Shadow Walker (Alternate Version)"